# Verordnung (Schweiz)
Eine Verordnung ist ein rechtsetzender Erlass, der auf Bundesebene der Bundesverfassung und den Bundesgesetzen untergeordnet ist (Normenhierarchie). Verordnungen halten eine generell-abstrakte Rechtsnormen fest. Das bedeutet, dass sie sich an eine unbestimmte Anzahl an Adressaten richten und nicht eine bestimmte Vielzahl von Sachverhalten betrifft. Das unterscheidet sie von Verfügungen. Verordnungen haben meistens die Funktion, eine Bestimmung in einem Gesetz detaillierter auszuführen und zu konkretisieren; selten stützen sie sich direkt auf die Verfassung. Verordnungen können von der Regierung (oder ihr untergeordneten Behörden), dem Parlament oder den Gerichten erlassen werden, wobei die meisten von der Regierung (Bundesrat, Kantonsregierung) stammen. Im Unterschied zu Verfassung und Gesetz ist eine Verordnung nicht dem Referendum (fakultatives, obligatorisches Referendum) unterstellt und somit der direktdemokratischen Kontrolle entzogen.

## Arten von Verordnungen

### Rechts- und Verwaltungsverordnungen
Die Unterscheidung zwischen Rechts- und Verwaltungsverordnungen erfolgt unter dem Gesichtspunkt des Adressaten. Rechtsverordnungen richten sich an die Allgemeinheit und enthalten Rechtsnormen, die Rechte und Pflichten der Bürger begründen oder Organisation und Verfahren von Behörden regeln. Da Rechtsverordnungen rechtsetzende Bestimmungen enthalten, werden sie in der Amtlichen Sammlung veröffentlicht und in die Systematische Rechtssammlung aufgenommen. Verwaltungsverordnungen (auch Direktiven, Weisungen, Dienstreglemente oder Kreisschreiben genannt) sind generelle Dienstanweisungen einer Behörde an ihr unterstellte Behörden. Erlasse dieser Art haben bindende Wirkung. Verwaltungsverordnungen haben als verwaltungsinterne Weisungen keine rechtsetzende Wirkung für den Bürger, und Gerichte sind in der Regel nicht an sie gebunden. Diese halten sich jedoch zumeist an sie. Verwaltungsverordnungen können in seltenen Fällen auch eine Wirkung nach aussen haben, nämlich dann, wenn sie die Rechtsstellung des Bürgers genauer umschreiben und ihn sowie seine Interessen faktisch gleich wie eine Rechtsverordnung treffen.

### Selbstständige und unselbstständige Verordnungen
Diese Unterscheidung erfolgt nach ihrer Rechtsgrundlage und bei Rechtsverordnungen, weil nur diese Rechtssätze enthalten. Eine selbstständige (auch verfassungsunmittelbare Verordnung genannt) Verordnung bzw. die erlassende Behörde ist direkt durch die Bundesverfassung zum Erlass ebendieser ermächtigt. Bei einer unselbstständigen Verordnung stützt sich die verordnende Behörde auf einen Erlass, der nicht auf Verfassungsstufe ist (in der Regel ein Bundesgesetz). Die allermeisten Verordnungen sind unselbstständige Verordnungen.

### Vollziehungs- und gesetzesvertretende Verordnungen
Die Unterscheidung zwischen Vollziehungs- und gesetzesvertretenden Verordnungen erfolgt unter dem Gesichtspunkt des inhaltlichen Verhältnisses, in dem die Rechtsverordnung zum zugehörigen Gesetz steht; diese Differenzierung erfolgt folglich nur bei Rechtsverordnungen. Vollziehungsverordnungen (Synonym: Vollzugsverordnungen) führen die gesetzlichen Regelungen durch Detailvorschriften näher aus, aber immer noch in einer generell-abstrakten Weise und nicht in Form einer individuell-konkreten Anordnung, wie sie Verfügungen darstellen. Generell-abstrakt bedeutet, dass sich der Erlass nicht auf einen näher bestimmten Personenkreis und auf eine unbestimmte Menge konkreter Sachverhalte bezieht. Gesetzesvertretende Verordnungen vervollständigen und ergänzen gesetzliche Regelungen. Sie beruhen auf einer Ermächtigung des Gesetzes (Gesetzesdelegation), das in bestimmten Belangen von einer vollständigen materiellen Regelung absieht. Die Übergänge zwischen diesen beiden Verordnungsarten sind fliessend und lassen sich nicht klar voneinander abgrenzen.

## Verordnungen des Bundesrates

### Selbstständige Verordnungen

#### Vollziehungsverordnungen
Die Bundesverfassung (Art. 182 Abs. 2) beauftragt den Bundesrat mit dem Vollzug der Gesetzgebung. Dies beruht nicht auf einer Gesetzesdelegation im Sinne von Art. 164 Abs. 2 BV. Gesetzesdelegation meint, dass der Gesetzgeber (auf Bundesebene die Bundesversammlung) den Erlass von rechtsetzenden Bestimmungen an die Exekutive delegieren kann. Da nicht alle Rechtsetzungsbefugnisse delegiert werden können, muss der Bundesgesetzgeber im Einzelfall prüfen, ob eine Ermächtigung im Sinne von Art. 164 Abs. 2 BV notwendig ist oder ob der Bundesrat direkt, gestützt auf die verfassungsrechtliche Vollziehungskompetenz, selbstständig eine Vollzugsverordnung erlassen kann. 
Beim Erlass einer Verordnung dieser Art hat sich der Bundesrat an (enge) Grenzen zu halten, um sich nicht der Verletzung des Gesetzmässigkeitsprinzips schuldig zu machen (Art. 5 Abs. 1 und Art. 36 Abs. 1 BV). Die Grenzen, die der Bundesrat zu achten hat, sind im Wesentlichen diese vier:
- Vollziehungsverordnungen können sich nur auf eine Materie beziehen, die den Gegenstand des zu vollziehenden Gesetzes bildet.
- Sie dürfen Gesetze nicht abändern oder aufheben – weder das, worauf sie sich beziehen, noch irgendein anderes.
- Sie müssen der Zielsetzung des Gesetzes folgen und dürfen dabei lediglich die bereits bestehenden Regelungen weiterführen und spezifizieren.
- Eine Vollziehungsverordnung kann dem Bürger grundsätzlich keine neuen Pflichten auferlegen, selbst wenn diese durch den Gesetzeszweck gedeckt wären, es sei denn, es müsste eine Gesetzeslücke ausgefüllt werden.[4]

#### Polizeinotverordnungen und Verordnungen zur Wahrung der äusseren Interessen der Schweiz
Gemäss Art. 185 Abs. 1 und 2 BV trifft der Bundesrat Massnahmen zur Wahrung der äusseren Sicherheit, der Unabhängigkeit und der Neutralität der Schweiz (Absatz 1) sowie zur Wahrung der inneren Sicherheit (Absatz 2). Die Begriffe äussere und innere Sicherheit werden nach dem Ausgangspunkt und der Natur der Bedrohung unterschieden. Die äussere Sicherheit umfasst jegliche Bedrohungen vom Ausland – sei es eine militärische oder machtpolitische Gefährdung. Die innere Sicherheit befasst sich mit der Bedrohung von Innen, die zumeist krimineller Natur ist. Sie wird grundsätzlich mit polizeilichen Mitteln verteidigt, jedoch ist der Einsatz militärischer Mittel nicht kategorisch ausgeschlossen (Bundesintervention); er wird aber als Ultima Ratio verstanden. Die Wahrung der inneren Sicherheit hat zum Ziel, das friedliche Zusammenleben zu sichern, den Schutz der staatlichen Institutionen zu gewährleisten und eine elementare Gefährdung der Gesellschaft zu verhindern.
Der Bundesrat kann Verordnungen (Notverordnungen) und Verfügungen (Notverfügungen) erlassen, um Gefahren, die die öffentliche Ordnung oder die innere oder äussere Sicherheit gefährden könnten, abwenden zu können (Art. 185 Abs. 3). Solche Verordnungen sind zu befristen (Art. 185 Abs. 3 BV; siehe auch Art. 7d RVOG). Damit der Bundesrat Verordnungen dieser Art erlassen kann, müssen abgesehen von den allgemeinen Schranken staatlichen Handelns (wie Verhältnismässigkeit und öffentliches Interesse) gewisse Voraussetzungen erfüllt sein. So muss die öffentliche Ordnung in bedeutendem Masse gestört oder unmittelbar durch eine ernsthafte Gefahr bedroht sein. Es muss zudem eine zeitliche und sachliche Dringlichkeit vorliegen, die den Erlass entsprechender Vorschriften im ordentlichen Gesetzgebungsverfahren ausschliesst (siehe auch: Notrecht).
Art. 185 Abs. 3 BV begründet kein extrakonstitutionelles Recht und gibt damit dem Bundesrat keine umfassende Vollmacht, von der BV abzuweichen. Es handelt sich um verfassungsmässiges Notrecht. In der Rechtswissenschaft besteht Uneinigkeit über die Frage, ob Art. 185 Abs. 3 BV den Bundesrat nur autorisiert, anstelle des Gesetzes zu handeln (praeter legem), oder auch dagegen (contra legem). Gestützt auf Art. 185 Abs. 3 und Art. 184 Abs. 3 BV kann einzig der Bundesrat handeln; das Agieren einer Verwaltungsbehörde anstelle des Bundesrates ist ausgeschlossen.
Über den Erlass von Notverfügungen muss der Bundesrat das zuständige Organ der Bundesversammlung, in der Regel die Geschäftsprüfungsdelegation, spätestens 24 Stunden nach Beschlussfassung unterrichten (Art. 7e Abs. 2 RVOG). Für Verordnungen gilt keine entsprechende Vorschrift.
Nach Art. 184 Abs. 3 BV hat der Bundesrat die Kompetenz zum Erlass befristeter Verordnungen zur Wahrung der äusseren Interessen des Landes. Darin eingeschlossen ist unter anderem das Einfrieren von Bankkonten ehemaliger ausländischer Machthaber, um das Ansehen der Schweiz und des Finanzplatzes zu schützen. Das Bundesgericht hat die Hoheit darüber zu prüfen, ob die Voraussetzungen von Art. 184 Abs. 3 BV erfüllt sind.
Nebst den oben aufgeführten Verordnungen gab es zu Beginn des Ersten und des Zweiten Weltkriegs die Verordnungen zu den sogenannten Vollmachtenbeschlüssen, mit denen die Bundesversammlung dem Bundesrat umfassende Rechtsetzungskompetenzen delegierte. Da sie keine Stütze in der Bundesverfassung oder einem Gesetz hatten, fallen sie in den Bereich des extrakonstitutionellen Notrechts, denn die schweizerische Bundesverfassung kennt keine umfassenden Notstandsregelungen wie das Grundgesetz Deutschlands oder die französische Verfassung.

### Unselbstständige Verordnungen
Bei den unselbstständigen Verordnungen liegt eine Gesetzesdelegation der Legislative an die Exekutive vor. Da sehr viele Bundesgesetze eine Delegation an den Bundesrat vorsehen («[…] Der Bundesrat regelt die Einzelheiten […]»), ist er in grossem Masse zum Erlass unselbstständiger Verordnungen befähigt. Mittlerweile konstatierte das Bundesgericht, dass eine Gesetzesdelegation bezüglich wichtiger und grundlegender Bestimmungen nicht möglich sei. Darunter fällt unter anderem die Ausübung der politischen oder die Einschränkung verfassungsmässiger Rechte.
Von einer Subdelegation ist die Rede, wenn der Bundesrat eine ihm delegierte Rechtsetzungsbefugnis an ein untergeordnetes Amt weiterdelegiert. Sie stellt somit eine Änderung der Zuständigkeitsordnung, die von Gesetz und Verfassung gegeben ist, durch die Exekutive dar. Nach Art. 48 RVOG darf der Bundesrat die Zuständigkeit zum Erlass von Rechtsätzen auf ein Departement übertragen. Hierbei muss die Tragweite beachtet werden. Für die Subdelegation an ein Bundesamt muss zudem nach Art. 48 Abs. 2 eine Ermächtigung durch das Bundesgesetz, auf dessen Grundlage die Delegation verfügt wurde, vorliegen; dies gilt jedoch nicht für die Subdelegation an ein Departement.

## Verordnungen der Bundesversammlung und des Bundesgerichts

### Verordnungen der Bundesversammlung
Verordnungen der Bundesversammlung (häufig auch Parlamentsverordnungen genannt) haben ihre verfassungsrechtliche Grundlage in Art. 163 Abs. 1 BV, die gesetzliche Grundlage in Art. 22 Abs. 2 ParlG. Die meisten Verordnungen der Bundesversammlung sind unselbstständig; in einigen wenigen Fällen kann sie jedoch auch selbstständige Verordnungen erlassen (Art. 82 Abs. 3 betreffend Bewilligung von Ausnahmen von der Gebührenfreiheit für die Benützung öffentlicher Strassen und Art. 173 Abs. 1 Bst. c BV). Abgesehen davon, dass die Verordnung nicht dem fakultativen Referendum untersteht, entspricht das Verfahren beim Erlass einer Verordnung dem Gesetzgebungsverfahren. Die Bundesversammlung erlässt insbesondere Ausführungsbestimmungen zum Parlamentsgesetz und zum Parlamentsressourcengesetz in der Form von unselbstständigen Verordnungen (gestützt z. B. auf Art. 59, Art. 60, Art. 70 ParlG, Art. 14 PRG). Ein weiteres Beispiel einer unselbstständigen Verordnung findet sich in Art. 1 Abs. 5 BGG, der festhält, dass die Zahl der Bundesrichter auf dem Verordnungsweg durch die Bundesversammlung geregelt werden sollte. Ein Beispiel für eine selbstständige Verordnung der Bundesversammlung ist jene über das Verbot der Gruppierung Al-Qaïda und verwandter Organisationen. Diese Parlamentsverordnung löste am 31. Dezember 2011 – gestützt auf Art. 173 Abs. 1 Bst. c BV – die inhaltlich fast gleichlautende Verordnung des Bundesrats ab, weil die Verfassungsmässigkeit der bundesrätlichen Verordnung seit dem Zeitpunkt des Erlasses zweifelhaft war. Die Verordnung wurde anschliessend in ein dringliches Bundesgesetz über das Verbot von Al-Qaïda und dem «Islamischen Staat» sowie verwandter Organisationen (SR 122) überführt, das bis zum 31. Dezember 2022 gilt.
Nach Art. 173 Abs. 1 Bst. a–c darf die Bundesversammlung ebenso Notverordnungen erlassen. Sie derogieren (heben auf) die Verordnungen des Bundesrates. Während Notverordnungen des Bundesrates nach sechs Monaten auslaufen, geschieht dies bei solchen der Bundesversammlung nach drei Jahren (Art. 7d Abs. 3 RVOG).

### Verordnungen des Bundesgerichts
Gemäss Art. 13 Bundesgerichtsgesetz (BGG) regelt das Bundesgericht seine Organisation und Verwaltung. Das BGG sieht zudem vor, dass weitere Bestimmungen durch Verordnungen (in diesem Kontext Reglement) geregelt werden sollen. Diese sind in Art. 7 Abs. 2, Art. 22, Art. 24 Abs. 3, Art. 27 Abs. 3, Art. 42 Abs. 4 und Art. 60 Abs. 3 des Bundesgerichtsgesetzes enthalten. Derartige Reglemente muss das Gesamtgericht, das aus der Gesamtheit der ordentlichen Richter besteht, erlassen (Art. 15 Abs. 1 lit. a BGG).

## Kontrolle der Verfassungs- und Gesetzmässigkeit der Verordnungen

### Gerichtliche Kontrolle
Die direkte Anfechtung einer Verordnung durch das Bundesgericht im Sinne einer abstrakten Normenkontrolle ist nach Art. 189 Abs. 4 BV nicht möglich. Eine Beschwerde an das Bundesgericht oder an das Bundesverwaltungsgericht wegen Verletzung der Verfassung oder eines Gesetzes im konkreten Anwendungsfall einer Verordnung (konkrete Normenkontrolle) ist hingegen zulässig, wobei das Bundesgericht aber die gesetzliche Delegationsnorm aufgrund der ihm nicht zustehenden Verfassungsgerichtsbarkeit gegenüber Bundesgesetzen (Art. 190 BV) nicht überprüfen darf.

„Das Bundesgericht kann Verordnungen des Bundesrates vorfrageweise auf ihre Gesetz- und Verfassungsmässigkeit prüfen. Bei unselbstständigen Verordnungen, die sich auf eine gesetzliche Delegation stützen, prüft es, ob sich der Bundesrat an die Grenzen der ihm im Gesetz eingeräumten Befugnisse gehalten hat. Soweit das Gesetz den Bundesrat nicht ermächtigt, von der Verfassung abzuweichen, befindet das Gericht auch über die Verfassungsmässigkeit der unselbstständigen Verordnung. Wird dem Bundesrat durch die gesetzliche Delegation ein sehr weiter Ermessensspielraum für die Regelung auf Verordnungsstufe eingeräumt, so ist dieser Spielraum nach Art. 190 BV […] für das Bundesgericht verbindlich; es darf in diesem Falle bei der Überprüfung der Verordnung nicht sein eigenes Ermessen an die Stelle desjenigen des Bundesrates setzen, sondern es beschränkt sich auf die Prüfung, ob die Verordnung den Rahmen der dem Bundesrat im Gesetz delegierten Kompetenzen offensichtlich sprengt oder aus anderen Gründen gesetz- oder verfassungswidrig ist.“

### Einflussnahme durch das Parlament
Wenn die Bundesversammlung als Gesetzgeber Rechtsetzungsbefugnisse an den Bundesrat delegiert, so hat sie ein Interesse daran, dass die entsprechenden Verordnungen im Sinne der gesetzlichen Delegationsnorm formuliert werden. Art. 151 ParlG sieht daher eine Konsultation der Kommissionen beim Erlass von Verordnungen vor: Eine sachlich zuständige Kommission des Nationalrates oder des Ständerates kann verlangen, dass ihr der Entwurf zu einer Verordnung zur Konsultation unterbreitet wird. Die Kommission kann zu diesem Entwurf Stellung nehmen und empfehlen, ihn abzuändern. Eine derartige Empfehlung ist rechtlich nicht verbindlich; der Bundesrat ist rechtlich nicht gezwungen, sie zu berücksichtigen. Mit einer solchen Empfehlung kann aber politisch wirksamer Druck ausgeübt werden. Befolgt der Bundesrat sie nicht, so kann das Parlament auf dem Wege der Gesetzgebung die Delegationsnorm in der Weise ändern, dass die Verordnung geändert werden muss.
Zur Bewältigung der Covid-19-Pandemie hat das Covid-19-Gesetz dem Bundesrat weitgehende Kompetenzen zum Erlass von Verordnungen eingeräumt. Er wurde aber durch Art. 1 Abs. 4 des Gesetzes verpflichtet, die zuständigen Kommissionen von sich aus vorgängig über die geplanten Verordnungen und Verordnungsänderungen zu konsultieren.
Die Mitwirkung des Parlaments bei der Verordnungsgebung ist stärker, wenn der Gesetzgeber im Rahmen der gesetzlichen Delegationsnorm eine Genehmigung der Verordnung durch die Bundesversammlung vorschreibt. Solche Genehmigungsvorbehalte sind allerdings selten (Beispiel: Art. 7 Abs. 4 des CO2-Gesetzes in der Fassung vom 8. Oktober 1999).
Der Nationalrat hat am 18. Juni 2019 einen Gesetzesentwurf für die Einführung eines Verordnungsvetos angenommen. Der Entwurf sah vor, dass eine Verordnung des Bundesrates, bestimmte Ausnahmen vorbehalten, erst in Kraft treten kann, wenn nicht ein Drittel der Mitglieder eines Rates innert 15 Tagen den Antrag für ein Veto gestellt hat, oder wenn dieser Antrag von der zuständigen Kommission nicht innert 60 Tagen angenommen worden ist, oder wenn ein Rat den zustimmenden Antrag der Kommission in der nachfolgenden Session nicht angenommen hat. Weil der Ständerat zweimal seine Zustimmung verweigert hat, ist dieser Entwurf gescheitert. Auf kantonaler Ebene kennt der Kanton Solothurn bereits seit 1988 ein entsprechendes Verordnungsveto des Kantonsparlaments.